# 谷川岳パーキングエリア
谷川岳パーキングエリア（たにがわだけパーキングエリア）は、群馬県利根郡みなかみ町阿能川にある関越自動車道のパーキングエリア。

## 概要
関越トンネルのすぐ南側に位置している。
上下線とも施設内に谷川岳の湧水が引いてあり、「谷川の六年水」と名付けられた軟水を24時間無料で飲めるように整備されている。空のペットボトルやポリタンク持参で水を汲みに立ち寄る客も多い。かつて下り線側には関越トンネルを模した建物（とんねる館）があった（後述）。
金属製のタイヤチェーンを装着した車両は危険防止の観点から関越トンネルの通行が禁止されているため、トンネル反対側の土樽PA同様、チェーンの着脱場を兼ねている（下り線側の標識は「脱却場」、上り線側の標識は「装着場」と表示されている）。土樽PA同様に、降雪の程度によってはスタッドレスタイヤや大型車にもタイヤチェックが実施されるため、渋滞が発生しやすい。
谷川岳PAの人気名物としてもつ煮定食がある。

## 歴史
- 1988年11月28日：月夜野IC～当PAが4車線となった[5]。
- 2016年7月1日：下り線の商業施設がYASMOCCAとしてリニューアル[6]。

## 道路
- E17 関越自動車道

## 施設

### 上り線（東京方面）
- 駐車場
  - 大型 34台
  - 小型 30台
- トイレ
  - 男性 大3（和式1・洋式2）・小8
  - 女性 11（和式2・洋式9）
    - 同伴の男児用 1

  - 車椅子用 1
- スナック（8:00 - 20:00）
- ショッピング（8:00 - 20:00）
- 自動販売機
- 給電スタンド（24時間）

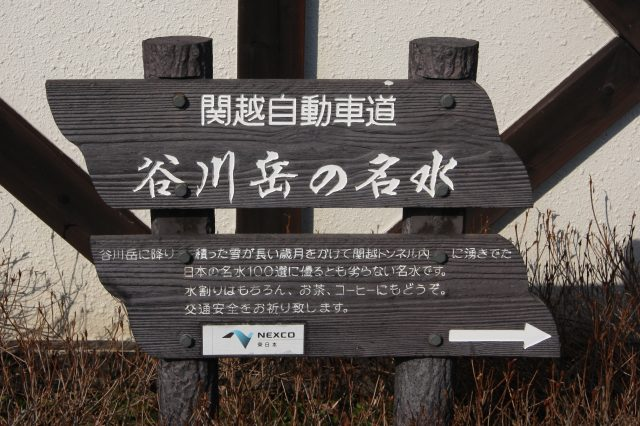
上り線施設内の湧水水汲みコーナー案内板(2013年1月)

- エリアスタンプは谷川岳とロープウェイである。

### 下り線（長岡方面）
- 駐車場
  - 大型 23台
  - 小型 44台
- トイレ
  - 男性 大3（和式1・洋式2）・小8
  - 女性 18（和式2・洋式16）
  - 車椅子用 1
- スナック（7:30 - 19:30）
- ショッピング（7:30 - 19:30）
- 自動販売機
- 給電スタンド（24時間）
- ハイウェイ情報ターミナル

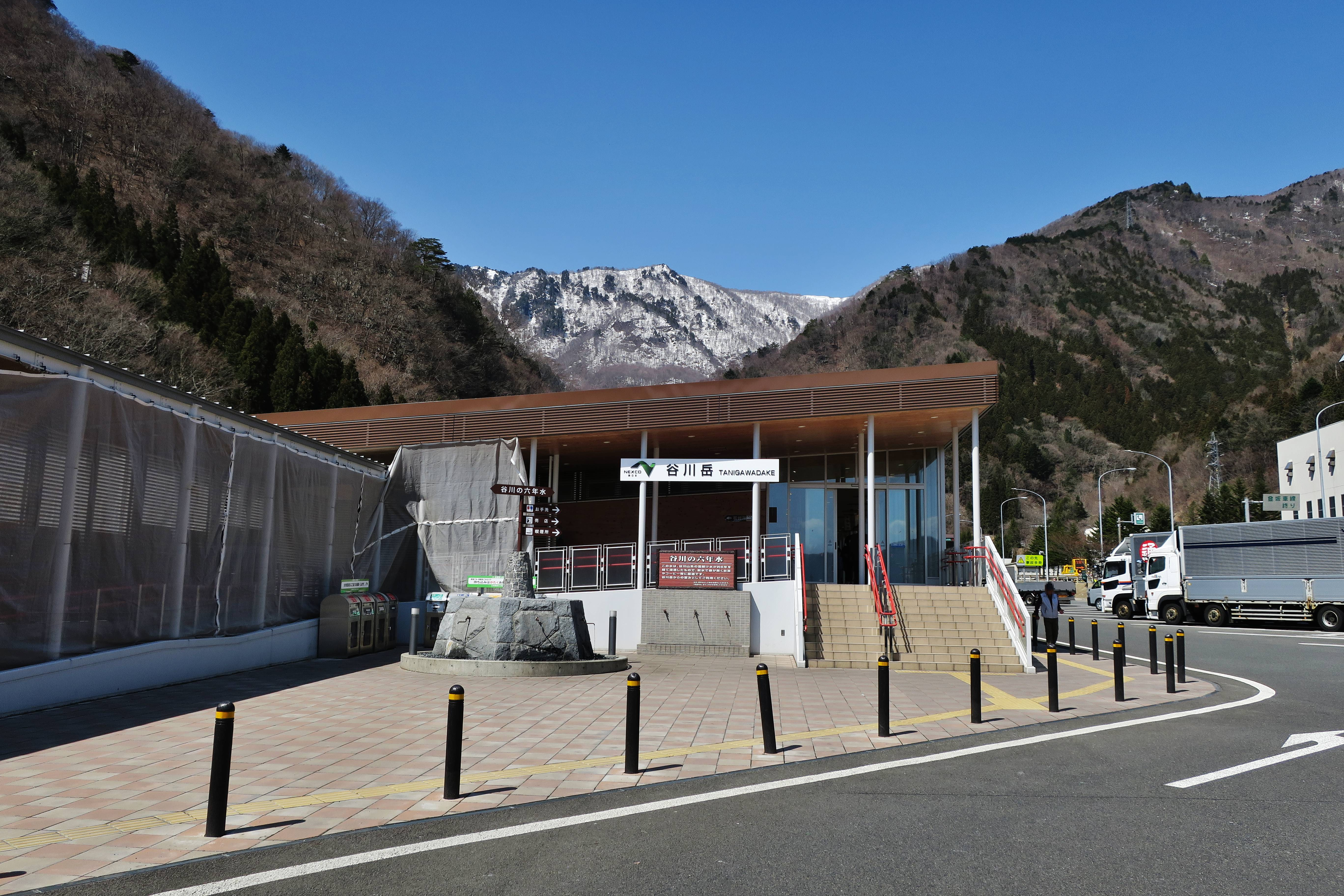
下り線施設

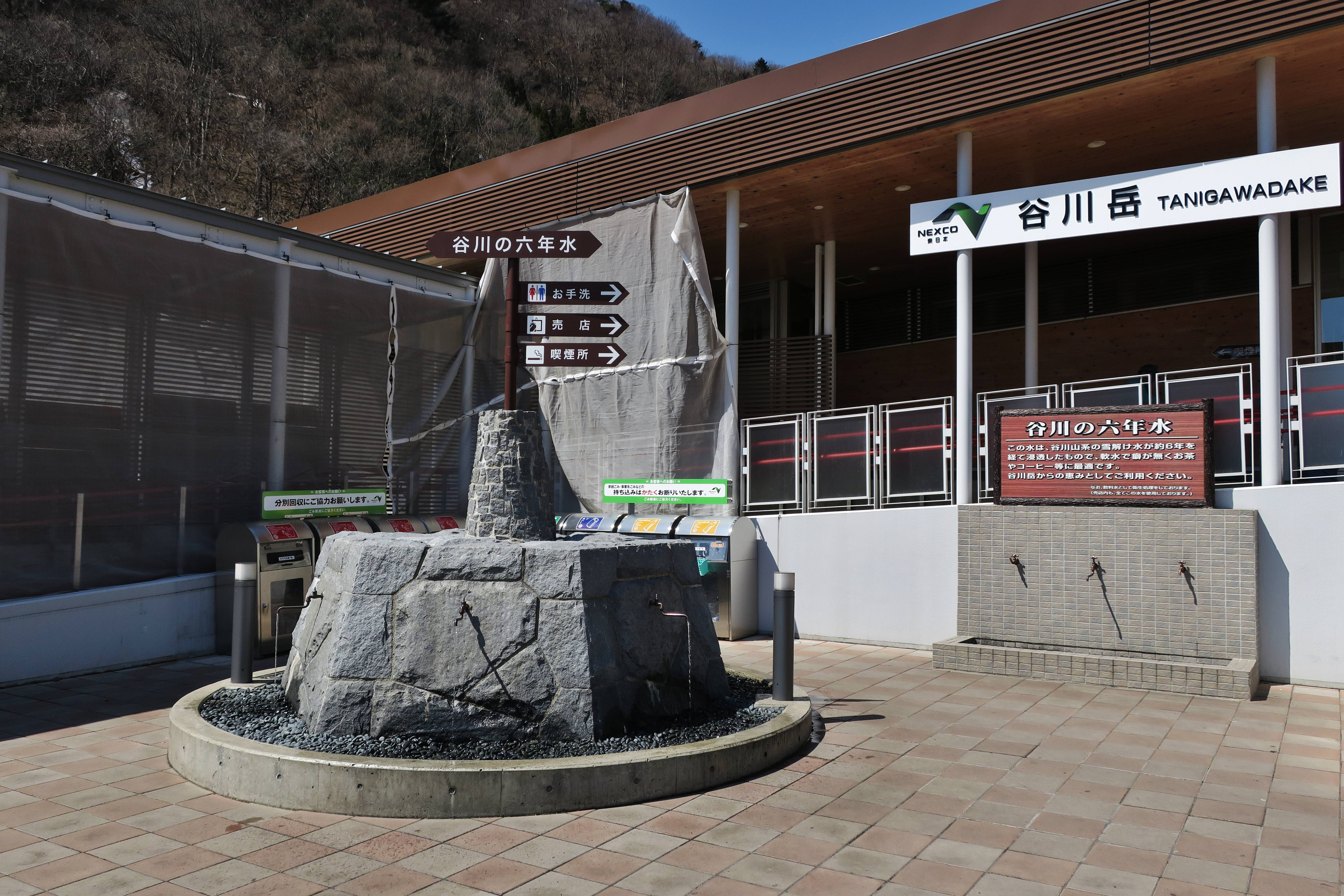
谷川の六年水

- エリアスタンプは谷川岳と関越トンネルである。

### とんねる館
下り線のパーキングエリアにあった建物。1992年（平成4年）4月23日に『JHとんねる館』として開館した。関越トンネルの構造の紹介、防災設備体験、トンネルや関越自動車道についてのクイズなどのコーナーが設けられていた。入口正面、外壁には民営化されるまで「JHとんねる館」となっていたが、民営化後は「とんねる館」となっていた。2014年に閉鎖、解体された。

## 隣
E17 関越自動車道
(15)水上IC - 谷川岳PA - 関越TN - 土樽PA - (16)湯沢IC